# William R. Moses
Pour les articles homonymes, voir Moses.
William R. Moses (parfois également appelé Billy R. Moses) est un acteur américain né le 17 novembre 1959 à Los Angeles en Californie. 

## Biographie
Son rôle le plus célèbre reste celui de Cole Gioberti dans la série télévisée Falcon Crest de 1981 à 1987. Moses a aussi interprété le rôle de Ken Malansky de 1989 à 1993 dans la série Perry Mason. Et fait également des apparitions dans des séries tels que, 
Ally McBeal, JAG, Sept à la maison, Ghost Whisperer, Les Experts : Miami, Bones, NCIS : Enquêtes spéciales, Cold Case, FBI : Portés disparus.
Moses a été marié à l'actrice Tracy Nelson, fille du défunt chanteur de rock Rick Nelson, mais ils ont divorcé en 1997. Ils ont une fille, Remington Elizabeth.
Il est le fils de la défunte actrice Marian McCargo et le beau-fils du défunt ancien membre du Congrès républicain Alphonzo Bell Jr. Son père biologique était directeur d'annonce, Richard C. Moses. Il s'est remarié et a eu avec sa seconde épouse une deuxième fille.

## Filmographie
- 1981 - 1987 : Falcon Crest (soap Opéra) : Cole Gioberti
- 1977 : La croisière s'amuse : (divers personnages)
- 1977 : L'île fantastique : Tommy Rudolph
- 1981 : Choices : Pat
- 1983 : Hôtel : Tony Milner
- 1984 : Glitter : Ty Hayden
- 1984 : Lost Loves : Peter Harding
- 1984 : Arabesque : Reese Morgan
- 1989 - 1995 : Perry Mason (série télé) : Ken Malansky
- 1992 - 1993 :Melrose Place (série télé) : Keith Gray
- 1997 : Fame L.A. (série télé) : David Graysmark
- 1999 : Sans l'ombre d'une trace : Jack Birch
- 2000 : Seul avec son double :  James / Max
- 2001 : Mariage mortel : Dr Brad Steward
- 2001 : Le Doute En Plein Cœur : Chuck Hausman
- 2002 : Les Raisons du cœur : Will Roberts
- 2003 : Christmas Child :  Jack Davenport
- 2003- 2020: NCIS : Enquêtes spéciales : Agent Kent Fuller
- 2005 : A Lover's Revenge : victime de l'amour :  Kyle/James
- 2005 : Cold Case : Affaires classées : Daniel Potter
- 2005- 2008: Jane Doe, Miss Détective (série télé) :  Jack Davis
- 2006 : Mon ancien amant(TV) :  Richard Danforth
- 2007 : Telle mère, telle fille : John
- 2007 : Mad Men : Bruce MacDonald
- 2007 : L'Empreinte du passé (While the Children Sleep) (TV) : Carter Eastman
- 2007 : Bones : Arthur Bilbrey
- 2010 : La Vie secrète d'une ado ordinaire (série télé) :  Mr. Cooperstein